# Morten Christensen (tennisser)
Morten Christensen (Kopenhagen, 15 juni 1965) is een voormalig Deense tennisser. Hij vertegenwoordigde zijn vaderland op de Olympische Zomerspelen 1988 in Seoel. Op deze Olympische Spelen werd hij in de eerste ronde verslagen door de toenmalige nummer 15 van Joegoslavië, Slobodan Živojinović. Op 18 april 1988 behaalde hij plaats 250 op de ATP-ranking. Dit was tevens zijn hoogst bereikte positie.